# Дубовые ворота

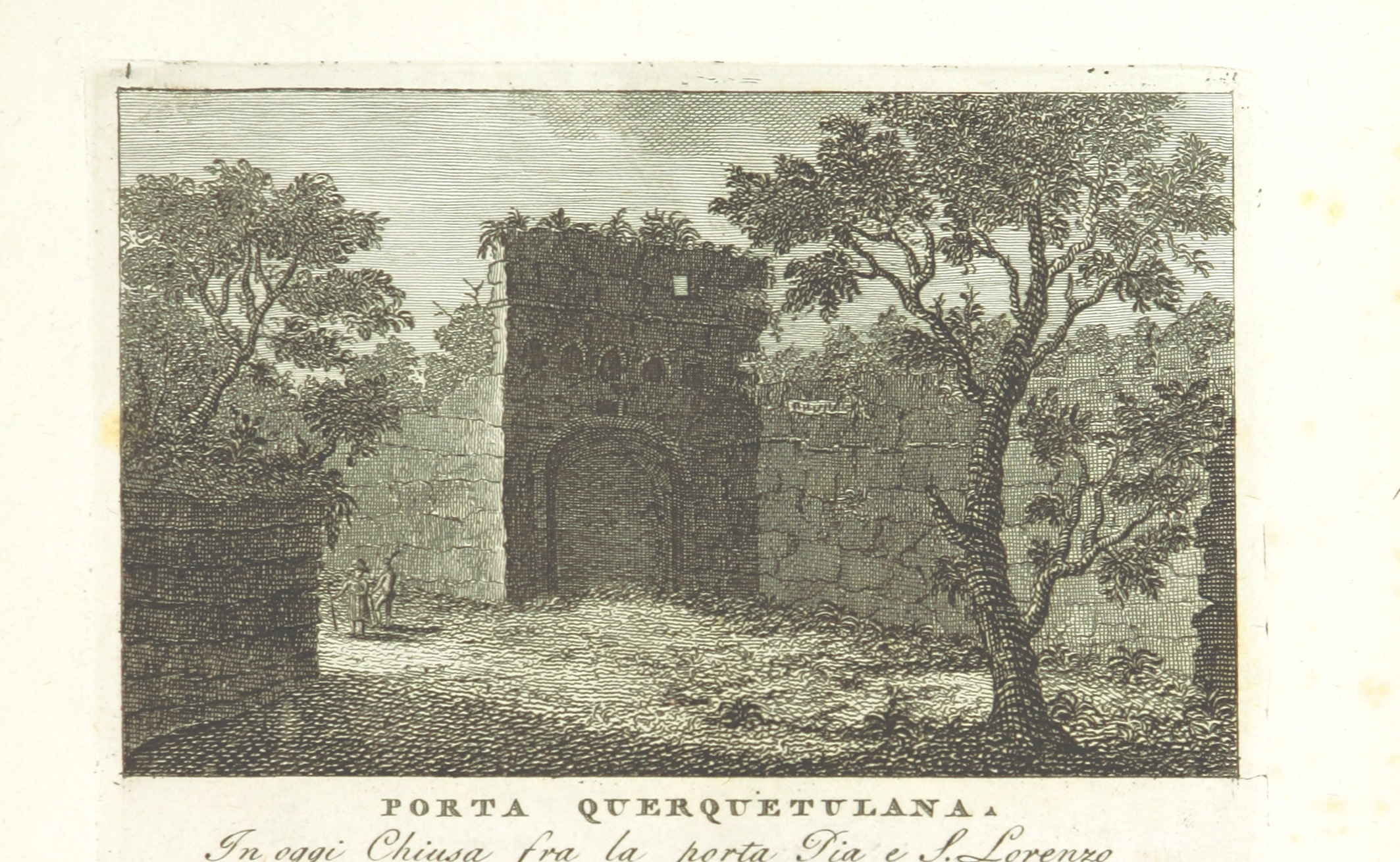
Дубовые ворота

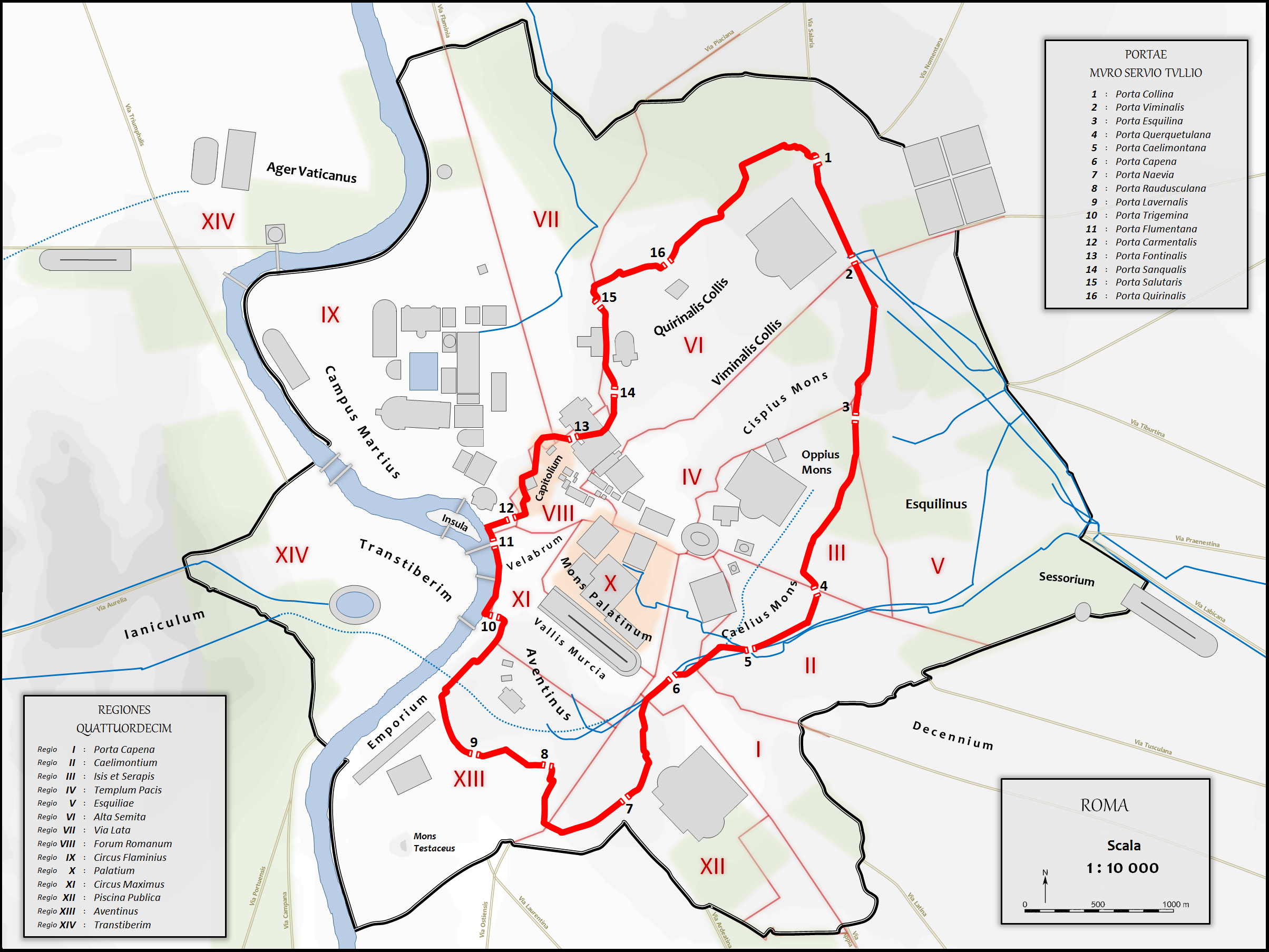
Предполагаемый план Рима. Дубовые ворота обозначены цифрой 4

Дубовые ворота (лат. Porta Querquetulana, или Querquetulana) — некогда ворота Сервиевой стены Рима на холме Целий. Название ворот произошло от дубовой рощи недалеко от стены, так же назывался и сам холм — Mons Querquetulanus. Роща исчезла в первом веке до нашей эры.
Точное расположение ворот установить проблематично. Ричардсон предположил, что ворота находились в пятом округе Рима — Esquiliae, на дороге Clivus Scauri. Самуэль Плантер располагал ворота и рощу на или возле холма Целий, между Капенскими и Целимонтанскими воротами. Именно Целий мог раньше называться Querquetulanus, прежде чем быть названным в честь Целия Вибенны, заселившего холм.
В начале XXI века фотограмметрия и трёхмерная визуализация позволили предположить, что роща Querquetulanus могла быть включена в Сады Мецената. Нимфеум времён Адриана мог заместить собой естественный источник. В этом случае роща должна была располагаться в третьем округе Рима — Isis et Serapis, на лабиканской дороге. Также возможно расположение и на Эсквилинском холме: так, Плиний располагал дубовые ворота между Jupiter Fagutalis и Виминальском холмом — то есть, на Эсквилине.